# BlenderArt Magazine
BlenderArt Magazine foi uma revista digital de edição mensal, sobre o Blender. Ela também incluía alguns tutoriais sobre outras ferramentas livres, como o GIMP. A revista era liberada gratuitamente sob a licença Creative Commons Attribution-NoDerivs 2.5, em formato PDF, e em inglês. De tempos em tempos, surgem traduções da revista para outras línguas.
Todos podem contribuir para a revista, com conteúdo para próximas edições ou traduções, desde que sigam os requerimentos de sua editora, Sandra Gilbert.

## Edições
A revista teve 47 edições, sendo a última em outubro de 2015, intitulada "Ancient Beast" (Besta Antiga). Abaixo, uma lista completa de todas as edições já lançadas (em ordem da mais antiga à mais nova edição):
1. Mechanical Modeling (Modelagem Mecânina)
2. Animation Special (Especial Animação)
3. Rendering Special (Especial Renderização)
4. Character Modeling (Modelagem de Personagem)
5. Modeling Techniques & Blender Scripts (Técnicas de Modelagem & Scripts do Blender)
6. Blender for Architecture & Games Special (Blender para Arquitetura & Especial Jogos)
7. Blender Materials (Materiais do Blender)
8. Car Modeling Mega Issue (Mega Edição Modelagem de Carro)
9. Space (Espaço)
10. Organics (Orgânicos)
11. Mechanical Special (Especial Mecânica)
12. Texturing Special (Especial Texturização)
13. Fantasy Special! (Especial Fantasia!)
14. Cartoon & Game Engine (Cartoon & Motor de Jogo)
15. Animation (Animação)
16. WOW! Factor (Fator UAU!)
17. Lights, Camera, Action! (Luzes, Câmera, Ação!)
18. Landscapes, Environments & Sets (Paisagens, Ambientes & Cenários)
19. Rigging and Constraints (Armação e Restrições)
20. Make it! Bake it! Fake it! (Faça! Asse! Falsifique!)
21. Look What I Can Do! (Olhe O Que Eu Posso Fazer!)
22. Things that go bump in the Night! (Coisas que vão chocar a Noite!)
23. Epic Fantasy (Fantasia Épica)
24. From Out of the Deep... (De Fora do Profundo...)
25. Winter Wonderland (Terra das Maravilhas de Inverno)
26. Ready, Set, Play! I Blender and Gaming Content (Prepare, Ajuste, Jogue! I Conteúdo Voltado a Blender e Jogos)
27. Shadow Showdown - Achieving Light/Shadow Balance (Show de Sombras - Adquirindo Balanço de Luz/Sombra)
28. Introduction to Blender 2.5 (Introdução ao Blender 2.5)
29. Industrial Revolution (Revolução Industrial)
30. Once Upon An Image (Era [Uma Vez] Uma Imagem)
31. Under The Microscope (Sob o Microscópio)
32. Spring is Sprung (Primavera Apaixonante)
33. Everything But The Kitchen Sink (De Tudo, Até o Que Não é Preciso)
34. Rigs, Add-ons And More! (Armações, Aditivos e Mais!)
35. Character Building! (Construção de Personagens!)
36. Odds n' Ends! (Miudezas!)
37. Cool Tools! (Ferramentas Maneiras!)
38. Power Of Compositing (Poder da Composição)
39. Spirit Of Exploration (Espírito da Exploração)
40. 3D Printing! (Impressão 3D!)
41. Imagine The Possibilities (Imagine as Possibilidades)
42. Crossing the Digital Divide (Cruzando a Exclusão Digital)
43. From Concept to Character (Do Conceito ao Personagem)
44. Mech Mayhem! (Caos Mech!)
45. Cycles Circus (Circo do Cycles)
46. Fantastic FanArt (Fanart Fantástica)
47. Ancient Beast (Besta Antiga)